# Peter Flück
Peter Flück (* 21. April 1957 in Unterseen; heimatberechtigt in Brienz BE) ist ein Schweizer Politiker (FDP).

## Leben
Flück ist diplomierter Sanitärplaner sowie diplomierter Berufsschullehrer. Seit 1989 war er Geschäftsführer des Versorgungstechnikunternehmens Flück Haustechnik AG, das er in dritter Generation übernahm und 2011 an seinen Sohn übergab.
Von 2001 bis 2008 war Peter Flück Gemeinderatspräsident von Brienz, seit 2009 ist er Gemeindepräsident (Präsident der Gemeindeversammlung). 2006 wurde er in den Grossen Rat des Kantons Bern gewählt. Am 29. November 2010 rückte er für Johann Schneider-Ammann in den Nationalrat nach. Dort gehörte er bis 2011 der Kommission für Wissenschaft, Bildung und Kultur an. Bei den Wahlen vom 23. Oktober 2011 wurde er nicht wiedergewählt. Flück ist weiterhin Mitglied des Grossrats und im Vorstand der FDP Berner Oberland.
Flück ist verheiratet und hat zwei Kinder.